# Auburndale, Wisconsin
Auburndale là một làng thuộc quận Wood, tiểu bang Wisconsin, Hoa Kỳ. Năm 2006, dân số của làng này là 738 người.